# Arbetsnarkomani
Arbetsnarkomani är ett vardagligt uttryck som innebär en oförmåga att koppla av från arbete och att ha ett skadligt beroende av arbete.
Detta beroende kan bland annat leda till försummande av hälsa, familj och vänskapsrelationer. Problemet leder också ofta till utbrändhet, stress, låg självkänsla, att den drabbade inte är nöjd med sitt liv, sömnsvårigheter respektive dålig hälsa och så vidare.